# Short track na Zimowych Igrzyskach Olimpijskich 2006 – bieg sztafetowy na 3000 m kobiet
Bieg sztafetowy na 3000m kobiet półfinały odbyły się 12 lutego, a finały zostały rozegrane 22 lutego w hali Palavela.

## Półfinały
| Pozycja | Półfinał | Kraja             | Zawodniczki                                                       | Czas     | Uwagi |
| ------- | -------- | ----------------- | ----------------------------------------------------------------- | -------- | ----- |
| 1.      | 1        | Chiny             | Cheng Xiaolei Fu Tianyu Wang Meng Yang Yang                       | 4:16,739 | QA    |
| 2.      | 1        | Kanada            | Alanna Kraus Amanda Overland Kalyna Roberge Tania Vicent          | 4:17,231 | QA    |
| 3.      | 1        | Stany Zjednoczone | Allison Baver Maria Garcia Caroline Hallisey Hyo-Jung Kim         | 4:18,333 | QB    |
| 4.      | 1        | Japonia           | Yuka Kamino Mika Ozawa Chikage Tanaka Nobuko Yamada               | 4:21,413 |       |
| 1.      | 2        | Korea Południowa  | Byun Chun-sa Choi Eun-kyung Jin Sun-yu Kang Yun-mi                | 4:18,854 | QB    |
| 2.      | 2        | Włochy            | Marta Capurso Arianna Fontana Katia Zini Mara Zini                | 4:19,797 | QA    |
| 3.      | 2        | Francja           | Stéphanie Bouvier Choi Min-kyung Myrtille Gollin Céline Lecompére | 4:21,898 | QB    |
| 4.      | 2        | Niemcy            | Tina Grassow Aika Klein Yvonne Kunze Christin Priebst             | 4:22,553 | QB    |

## Finały

### Finał  B
| Pozycja | Kraj              | Zawodniczki                                                       | Czas     | Uwagi |
| ------- | ----------------- | ----------------------------------------------------------------- | -------- | ----- |
| 5.      | Stany Zjednoczone | Allison Baver Maria Garcia Caroline Hallisey Hyo-Jung Kim         | 4:18,740 |       |
| 6.      | Francja           | Stéphanie Bouvier Choi Min-kyung Myrtille Gollin Céline Lecompére | 4:18,971 |       |
| 7.      | Niemcy            | Tina Grassow Aika Klein Yvonne Kunze Christin Priebst             | 4:24,896 |       |
| 8.      | Japonia           | Yuka Kamino Mika Ozawa Chikage Tanaka Nobuko Yamada               | 4:35,096 |       |

### Finał A
| Pozycja | Kraj             | Zawodniczki                                                    | Czas     | Uwagi |
| ------- | ---------------- | -------------------------------------------------------------- | -------- | ----- |
|         | Korea Południowa | Byun Chun-sa Choi Eun-kyung Jin Sun-yu Jeon Da-hye             | 4:17,040 | WR    |
|         | Kanada           | Alanna Kraus Anouk Leblanc-Boucher Kalyna Roberge Tania Vicent | 4:17,336 |       |
|         | Włochy           | Marta Capurso Arianna Fontana Katia Zini Mara Zini             | 4:20,030 |       |
| 4.      | Chiny            | Cheng Xiaolei Fu Tianyu Wang Meng Yang Yang                    | DSQ      |       |